# Would You Be Happier?
Would You Be Happier? è un brano musicale del gruppo irlandese The Corrs, pubblicato nel 2001 come singolo estratto dall'album-raccolta Best of The Corrs.

## Tracce
1. Would You Be Happier? – 3:25
2. Would You Be Happier? (Alternative Mix) – 3:33
3. The Long and Winding Road (Live) – 2:58